# Хуан Монако
Хуан Монако (шп. Juan Monaco; рођен 29. марта 1984. године у Тандилу, Буенос Ајрес) је бивши аргентински професионални тенисер. Најбољи пласман на АТП листи у синглу му је десето место на ком је био у јулу 2012. Освојио је девет турнира у појединачној и три у конкуренцији парова.

## АТП финала

### Појединачно: 21 (9–12)
| Легенда                        |
| ------------------------------ |
| Гренд слем турнири (0–0)       |
| Завршно првенство сезоне (0–0) |
| АТП мастерс 1000 (0–0)         |
| АТП 500 (2–1)                  |
| АТП 250 (7–11)                 |

| Финала по подлози |
| ----------------- |
| Тврда (1–1)       |
| Шљака (8–11)      |
| Трава (0–0)       |

| Финала по локацији |
| ------------------ |
| Отворено (8–11)    |
| Дворана (1–1)      |

| Исход     | Бр. | Датум               | Турнир                      | Подлога   | Противник         | Резултат           |
| --------- | --- | ------------------- | --------------------------- | --------- | ----------------- | ------------------ |
| Финалиста | 1.  | 10. април 2005.     | Казабланка, Мароко          | Шљака     | Маријано Пуерта   | 4–6, 1–6           |
| Победник  | 1.  | 25. фебруар 2007.   | Буенос Ајрес, Аргентина     | Шљака     | Алесио ди Мауро   | 6–1, 6–2           |
| Победник  | 2.  | 26. мај 2007.       | Перчах, Аустрија            | Шљака     | Гаел Монфис       | 7–6(7–3), 6–0      |
| Победник  | 3.  | 29. јул 2007.       | Кицбил, Аустрија            | Шљака     | Потито Стараче    | 5–7, 6–3, 6–4      |
| Финалиста | 2.  | 3. фебруар 2008.    | Виња дел Мар, Чиле          | Шљака     | Фернандо Гонзалес | предаја            |
| Финалиста | 3.  | 24. мај 2008.       | Перчах, Аустрија            | Шљака     | Николај Давиденко | 2–6, 6–2, 2–6      |
| Финалиста | 4.  | 22. фебруар 2009.   | Буенос Ајрес, Аргентина     | Шљака     | Томи Робредо      | 5–7, 6–2, 6–7(5–7) |
| Финалиста | 5.  | 19. јул 2009.       | Бостад, Шведска             | Шљака     | Робин Седерлинг   | 3–6, 6–7(4–7)      |
| Финалиста | 6.  | 27. септембар 2009. | Букурешт, Румунија          | Шљака     | Алберт Монтањес   | 6–7(2–7), 6–7(6–8) |
| Финалиста | 7.  | 8. фебруар 2010.    | Сантијаго, Чиле (2)         | Шљака     | Томаз Белучи      | 2–6, 6–0, 4–6      |
| Финалиста | 8.  | 6. новембар 2011.   | Валенсија, Шпанија          | Тврда (д) | Марсел Гранољерс  | 2–6, 6–4, 6–7(3–7) |
| Победник  | 4.  | 5. фебруар 2012.    | Виња дел Мар, Чиле          | Шљака     | Карлос Берлок     | 6–3, 6–7(1–7), 6–1 |
| Победник  | 5.  | 15. април 2012.     | Хјустон, САД                | Шљака     | Џон Изнер         | 6–2, 3–6, 6–3      |
| Финалиста | 9.  | 15. јул 2012.       | Штутгарт, Немачка           | Шљака     | Јанко Типсаревић  | 4–6, 7–5, 3–6      |
| Победник  | 6.  | 22. јул 2012.       | Хамбург, Немачка            | Шљака     | Томи Хас          | 7–5, 6–4           |
| Победник  | 7.  | 30. септембар 2012. | Куала Лумпур, Малезија      | Тврда (д) | Жилијен Бенето    | 7–5, 4–6, 6–3      |
| Победник  | 8.  | 25. мај 2013.       | Диселдорф, Немачка          | Шљака     | Јарко Нијеминен   | 6–4, 6–3           |
| Финалиста | 10. | 3. август 2013.     | Кицбил, Аустрија            | Шљака     | Марсел Гранољерс  | 6–0, 6–7(3–7), 4–6 |
| Финалиста | 11. | 27. јул 2014.       | Гштад, Швајцарска           | Шљака     | Пабло Андухар     | 3–6, 5–7           |
| Финалиста | 12. | 1. март 2015.       | Буенос Ајрес, Аргентина (2) | Шљака     | Рафаел Надал      | 4–6, 1–6           |
| Победник  | 9.  | 10. април 2016.     | Хјустон, САД (2)            | Шљака     | Џек Сок           | 3–6, 6–3, 7–5      |

### Парови: 6 (3–3)
| Легенда                        |
| ------------------------------ |
| Гренд слем турнири (0–0)       |
| Завршно првенство сезоне (0–0) |
| АТП мастерс 1000 (0–0)         |
| АТП 500 (0–0)                  |
| АТП 250 (3–3)                  |

| Финала по подлози |
| ----------------- |
| Тврда (2–0)       |
| Шљака (1–3)       |
| Трава (0–0)       |

| Финала по локацији |
| ------------------ |
| Отворено (3–3)     |
| Дворана (0–0)      |

| Исход     | Бр. | Датум             | Турнир                 | Подлога | Партнер          | Противници                      | Резултат           |
| --------- | --- | ----------------- | ---------------------- | ------- | ---------------- | ------------------------------- | ------------------ |
| Победник  | 1.  | 12. јануар 2008.  | Окланд, Н. Зеланд      | Тврда   | Луис Орна        | Гзавје Малис Јирген Мелцер      | 6–4, 3–6, [10–7]   |
| Финалиста | 1.  | 2. фебруар 2008.  | Виња дел Мар, Чиле     | Шљака   | Максимо Гонзалез | Хосе Акасусо Себастијан Пријето | 1–6, 0–3 (предаја) |
| Победник  | 2.  | 19. април 2008.   | Валенсија, Шпанија     | Шљака   | Максимо Гонзалез | Травис Парот Филип Полашек      | 7–5, 7–5           |
| Финалиста | 2.  | 15. фебруар 2009. | Коста до Саипе, Бразил | Шљака   | Лукас Арнолд Кер | Марсел Гранољерс Томи Робредо   | 4–6, 5–7           |
| Финалиста | 3.  | 11. фебруар 2013. | Виња дел Мар, Чиле (2) | Шљака   | Рафаел Надал     | Паоло Лоренци Потито Стараче    | 2–6, 4–6           |
| Победник  | 3.  | 9. јануар 2015.   | Доха, Катар            | Тврда   | Рафаел Надал     | Јулијан Ноул Филип Освалд       | 6–3, 6–4           |

## Остала финала

### Тимска такмичења: 3 (1–2)
| Исход     | Бр. | Датум                 | Турнир                               | Подлога   | Партнери                                                        | Противници                                                      | Резултат |
| --------- | --- | --------------------- | ------------------------------------ | --------- | --------------------------------------------------------------- | --------------------------------------------------------------- | -------- |
| Финалиста | 1.  | 21–23. новембар 2008. | Дејвис куп, Мар дел Плата, Аргентина | Тврда (д) | Хуан М. дел Потро Давид Налбандијан Хосе Акасусо Агустин Каљери | Давид Ферер Фернандо Вердаско Фелисијано Лопез Марсел Гранољерс | 1–31     |
| Победник  | 1.  | 22. мај 2010.         | Екипно првенство, Диселдорф, Немачка | Шљака     | Орасио Зебаљос Едуардо Шванк Дијего Веронели                    | Боб Брајан Мајк Брајан Џон Изнер Сем Квери Роби Џинепри         | 2–1      |
| Финалиста | 2.  | 2–4. децембар 2011.   | Дејвис куп, Севиља, Шпанија          | Шљака (д) | Хуан М. дел Потро Давид Налбандијан Едуардо Шванк               | Рафаел Надал Давид Ферер Фелисијано Лопез Фернандо Вердаско     | 1–3      |

1 2008. наступио је само у четвртфиналу Дејвис купа